# Amastus postflavidus
Amastus postflavidus là một loài bướm đêm thuộc phân họ Arctiinae, họ Erebidae.